# باز لورمان
باز لورمان (بالإنجليزية: Baz Luhrmann)‏ (مواليد 17 سبتمبر 1962) هو مخرج ومنتج وكاتب سيناريو أسترالي.

## قائمة الأفلام
بعد نجاحه في مجال المسرح, انتقل لورمان إلى مجال صناعة الأفلام واخرج حتى الآن خمسة أفلام وهي:
- قاعة رقص بالمعنى الدقيق (1992)
- روميو + جولييت (1996)
- مولان روج (2001)
- أستراليا (2008)
- غاتسبي العظيم (2013)

## وصلات خارجية
- باز لورمان على موقع IMDb (الإنجليزية)
- باز لورمان على موقع الموسوعة البريطانية (الإنجليزية)
- باز لورمان على موقع مونزينجر (الألمانية)
- باز لورمان على موقع ألو سيني (الفرنسية)
- باز لورمان على موقع ميوزك برينز (الإنجليزية)
- باز لورمان على موقع تيرنر كلاسيك موفيز (الإنجليزية)
- باز لورمان على موقع أول موفي (الإنجليزية)
- باز لورمان على موقع بوكس أوفيس موجو (الإنجليزية)
- باز لورمان على موقع قاعدة بيانات برودواي على الإنترنت (الإنجليزية)
- باز لورمان على موقع قاعدة بيانات الأفلام السويدية (السويدية)

- باز لورمان في قاعدة بيانات الأفلام على الإنترنت.